# ریچارد شف
ریچارد شِف (به انگلیسی: Richard Schiff) (زاده ۲۷ می ۱۹۵۵) بازیگر، آمریکایی است.
پدر و مادرش ادوارد و شارلوت نام داشتند. وی دومین پسر از سه پسر خانواده بود. وی در دوران تحصیل دبیرستان را رها کرده بود اما مدتی بعد مدرکی معادل دیپلم کسب کرد. در سال ۱۹۷۳ مدتی کوتاه در کالج شهری نیویورک مشغول به تحصیل شد، اما از آنجا فارغ‌التحصیل نشد. مدتی بعد به کلرادو نقل مکان کرد. در سال ۱۹۷۵ دوباره به نیویورک بازگشت و به تحصیل بازیگری پرداخت و عضو برنامهٔ تئاتر آن دانشگاه شد.
ریچارد شف در آغاز در زمینهٔ کارگردانی تحصیل کرد و چندین اثر کارگردانی نمود. شف یکی از اعضای حزب دموکرات آمریکا است. وی در انتخابات ریاست جمهوری آمریکا سال ۲۰۰۸ از باراک اوباما حمایت کرد. قبل از آن نیز از سناتور جو بایدن حمایت کرده بود.
وی همچنین نقش شخصیت اودین در بازی خدای جنگ راگناروک ایفا کرده‌است. شف برای بازی در یک مجموعهٔ تلویزیونی آمریکایی به نام بال غربی برندهٔ جایزهٔ امی شده‌است.

## قسمتی از فیلمشناسی
سینما:
| نام فیلم                        | سال تولید | نقش |
| ------------------------------- | --------- | --- |
| مالکوم ایکس                     | ۱۹۹۲      |     |
| چشم عمومی                       | ۱۹۹۲      |     |
| ایست! وگرنه مادرم شلیک می‌کند    | ۱۹۹۲      |     |
| محافظ شخصی                      | ۱۹۹۲      |     |
| وکیل هادساکر                    | ۱۹۹۴      |     |
| سرعت                            | ۱۹۹۴      |     |
| هفت                             | ۱۹۹۵      |     |
| ورود                            | ۱۹۹۶      |     |
| اثر ماشه                        | ۱۹۹۶      |     |
| رحمت قلب من                     | ۱۹۹۶      |     |
| تالار شهر                       | ۱۹۹۶      |     |
| مایکل                           | ۱۹۹۶      |     |
| جهان گمشده: پارک ژوراسیک        | ۱۹۹۷      |     |
| آتشفشان                         | ۱۹۹۷      |     |
| دکتر دولیتل                     | ۱۹۹۸      |     |
| با صدای بلند زندگی کردن         | ۱۹۹۸      |     |
| تاثیر عمیق                      | ۱۹۹۸      |     |
| نیروهای طبیعت                   | ۱۹۹۹      |     |
| دیوانه در آلاباما               | ۱۹۹۹      |     |
| دستپاچه                         | ۲۰۰۰      |     |
| برای همیشه، لولو                | ۲۰۰۰      |     |
| اعداد شانس                      | ۲۰۰۰      |     |
| هر چی لازم باشه                 | ۲۰۰۰      |     |
| من سم هستم                      | ۲۰۰۱      |     |
| مردمی که من می‌شناسم             | ۲۰۰۲      |     |
| ری                              | ۲۰۰۴      |     |
| کودک مریخی                      | ۲۰۰۷      |     |
| آخرین شانس هاروی                | ۲۰۰۸      |     |
| تصورش کن                        | ۲۰۰۹      |     |
| ماه دیگر برداشت محصول           | ۲۰۰۹      |     |
| مرد منزوی                       | ۲۰۰۹      |     |
| کافر                            | ۲۰۱۰      |     |
| جانی اینگلیش دوباره متولد می‌شود | ۲۰۱۱      |     |
| چاقوکشی                         | ۲۰۱۲      |     |
| سرزمین منجمد                    | ۲۰۱۳      |     |
| مرد پولادین                     | ۲۰۱۳      |     |
| رمزگشایی آنی پارکر              | ۲۰۱۳      |     |
| قمارباز                         | ۲۰۱۴      |     |
| قبل از اینکه ناپدید شوم         | ۲۰۱۴      |     |
| تد ۲                            | ۲۰۱۵      |     |
| دارودسته                        | ۲۰۱۵      |     |
| شوک و ترس                       | ۲۰۱۷      |     |
| طوفان جهانی                     | ۲۰۱۷      |     |
| رحم                             | ۲۰۱۹      |     |
| ۰۰۷:ذره ای برای آرامش           | ۲۰۱۹      |     |

سریال:
- چیرز (۱۹۸۸)
- حصار چوبی (۱۹۹۲)
- مورفی براون (۱۹۹۴)
- بخش فوریت‌های پزشکی (۱۹۹۶)
- الی مک‌بل (۱۹۹۸)
- گرفتن پلهام یک دو سه (۱۹۹۸)
- بال غربی (۱۹۹۹–۲۰۰۶)
- بکر (۱۹۹۹)
- دار و دسته (۲۰۰۵)
- مهره سوخته (۲۰۰۷)
- مانک (۲۰۰۸)
- نابودگر: ماجراهای سارا کانر (۲۰۰۸)
- یقه سفید (۲۰۱۱)
- روزی روزگاری (۲۰۱۲)
- ان‌سی‌آی‌اس (۲۰۱۲)
- استخوان‌ها (۲۰۱۳)
- فوتبالیست‌ها (۲۰۱۸–۲۰۱۵)
- مام (۲۰۱۶)
- آژانس کارآگاهی جامع دیرک جنتلی (۲۰۱۶)
- هنگامی که ما برمی‌خیزیم (۲۰۱۷)
- ژان کلود ون جانسون (۲۰۱۷)
- دکتر خوب (۲۰۱۸)
- همتا (۲۰۱۸)
- کسل راک (۲۰۱۸)